# Gsteigwiler
Gsteigwiler ist eine Einwohnergemeinde im Verwaltungskreis Interlaken-Oberhasli des Schweizer Kantons Bern.
Neben der Einwohnergemeinde existiert auch eine Burgergemeinde gleichen Namens.

## Ortsname
Der ursprüngliche Name von Gsteigwiler war «Wiler» und geht zurück auf das althochdeutsche wilari (kleines Dorf). Der Zusatz Gsteig- diente zur Unterscheidung der zahlreichen anderen Wiler und bedeutet «jähe Abdachung eines Berges, den man nicht mit Wagen befahren kann».

## Geographie
Gsteigwiler liegt im Berner Oberland am Fusse der Schynige Platte in einem Tal. Die Nachbargemeinden von Norden beginnend im Uhrzeigersinn sind Matten bei Interlaken, Bönigen, Gündlischwand und Wilderswil. Im Tal fliesst die Lütschine.

## Politik
Gemeindepräsident ist seit 2025 Bernhard Seiler.

## Verkehr
Durch das Tal führt die Bahnlinie der Berner Oberland-Bahnen von Interlaken nach Zweilütschinen, wobei das Dorf keinen Bahnhof/Haltestelle hat. Die Anbindung an den öffentlichen Verkehr erfolgt stündlich mit der Buslinie 105 nach Wilderswil und Interlaken West. Diese wird durch Postauto Bern betrieben. Auf Gemeindegebiet befinden sich die Zwischenstationen Rotenegg (Dienststation) und Breitlauenen der Schynige Platte-Bahn, einer Tourismusbahn. Ebenfalls zum Teil dem Tourismus dient der Heliport von Swiss Helicopter südlich des Ortes.

## Kirchgemeinde
Die Kirche Gsteig (erbaut im 12. Jahrhundert an der Stelle einer Vorgängerkirche) steht auf Boden der politischen Gemeinde Gsteigwiler und ist Zentrum einer der grössten Kirchgemeinden (Reformation 1528) des Kantons Bern. Die Kirche besitzt bedeutende Wandmalereien.

## Bilder

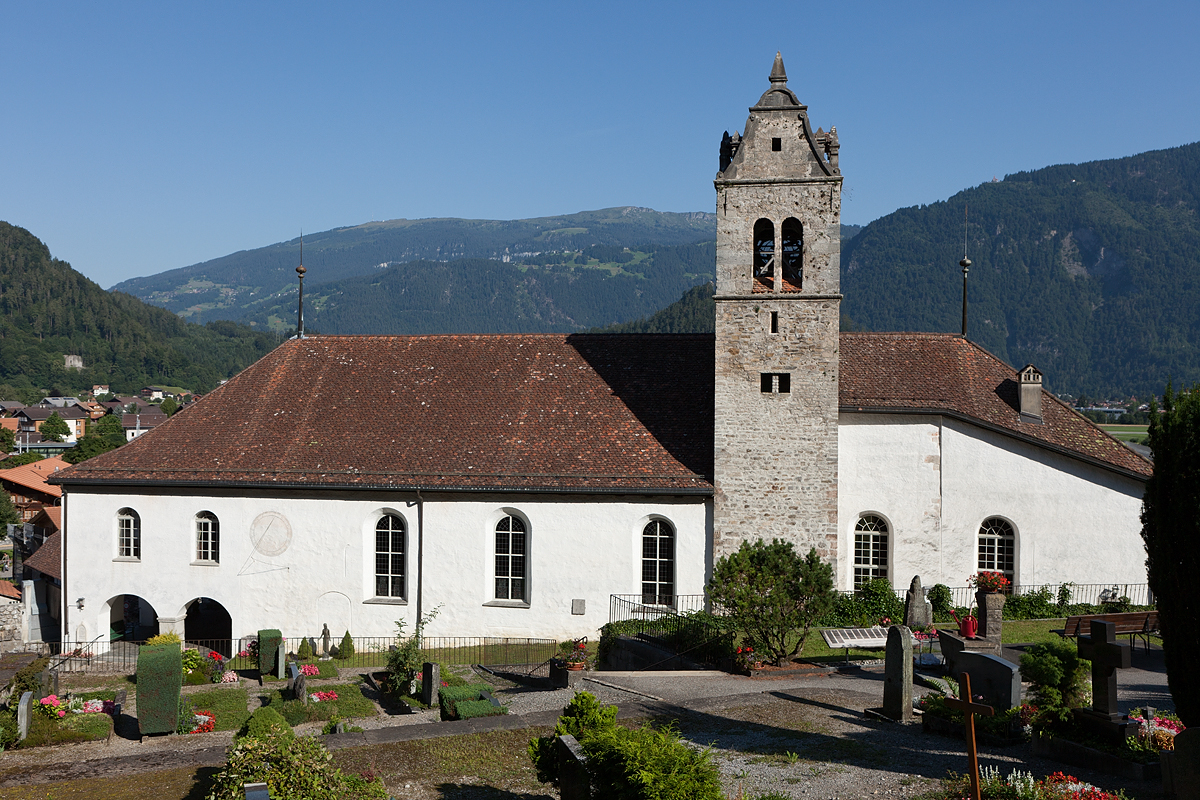
Kirche von Gsteig
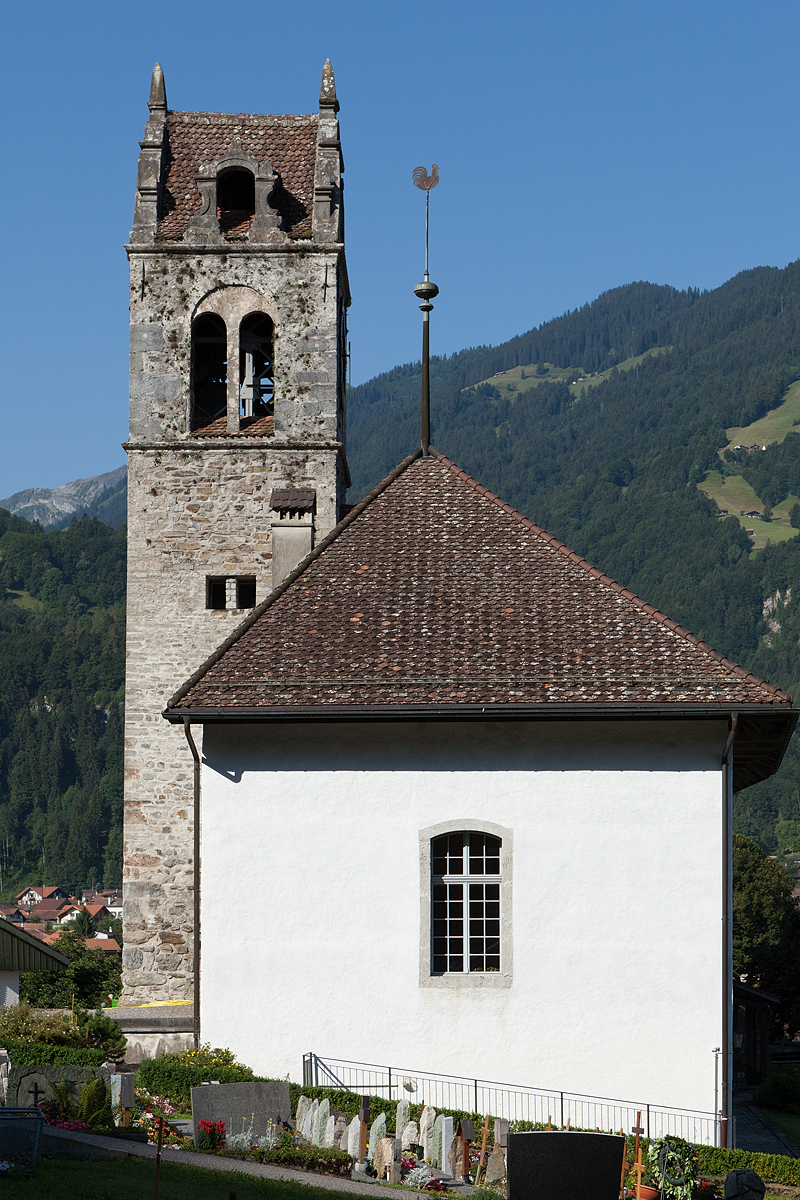
Kirche von Gsteig
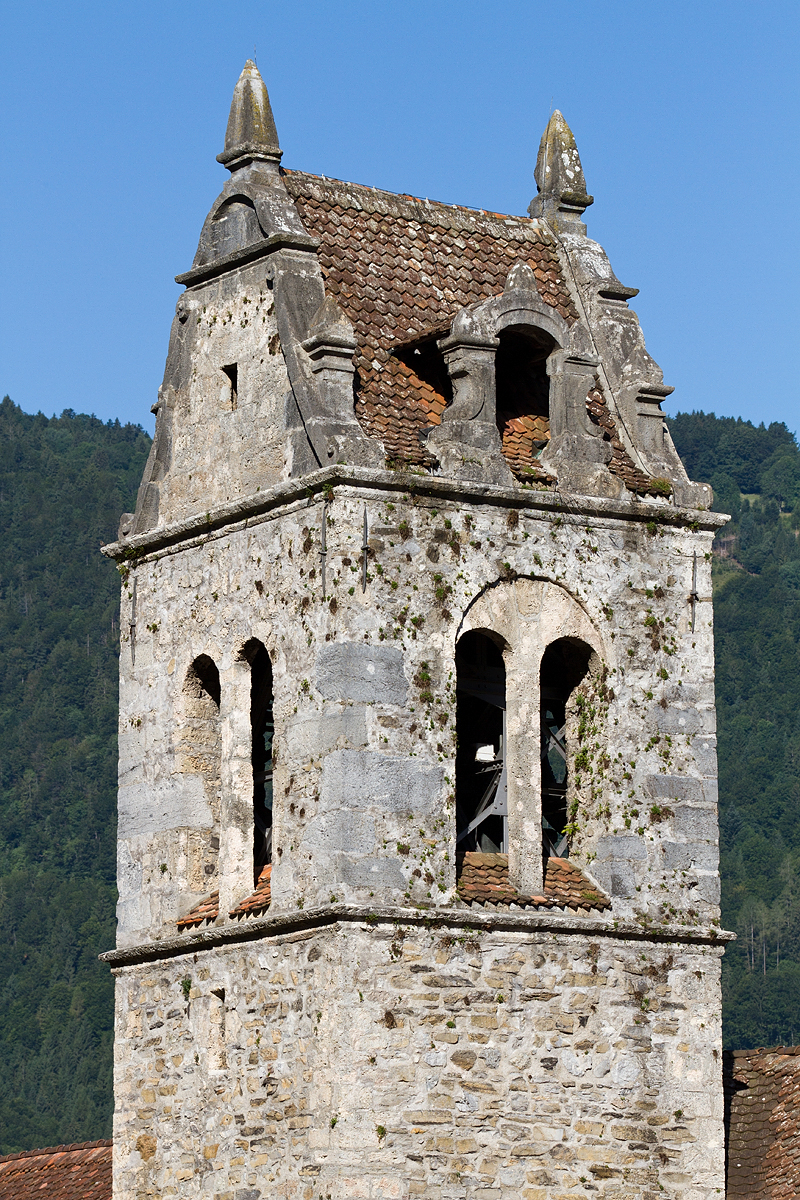
Kirchturm
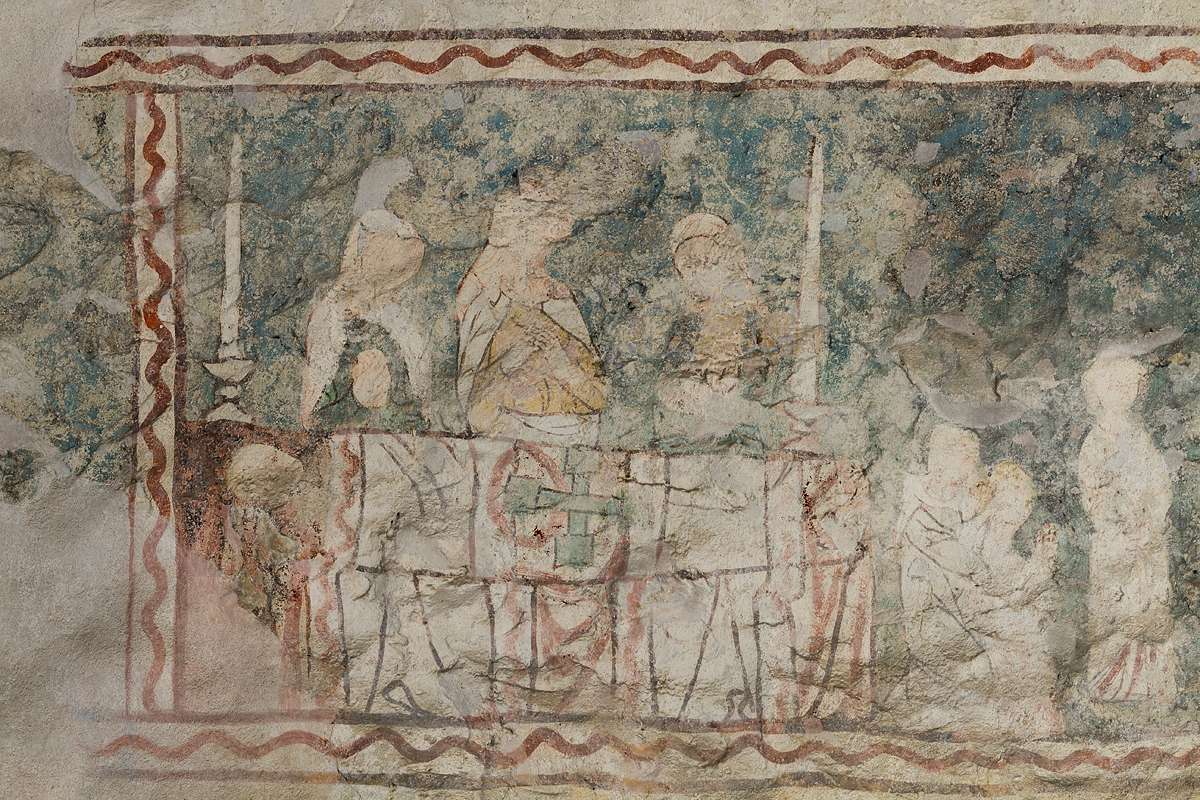
Fresko (Kirchmauer)
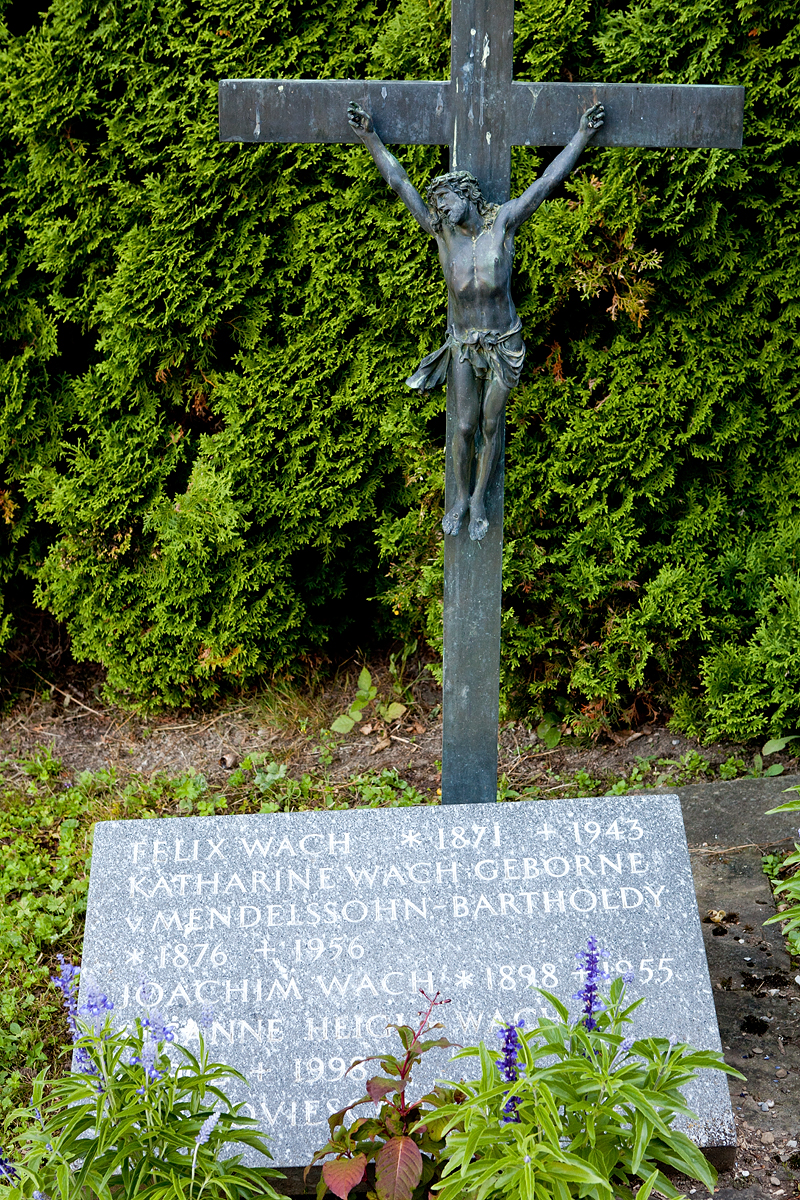
Grab der Tochter von Felix Mendelssohn Bartholdy
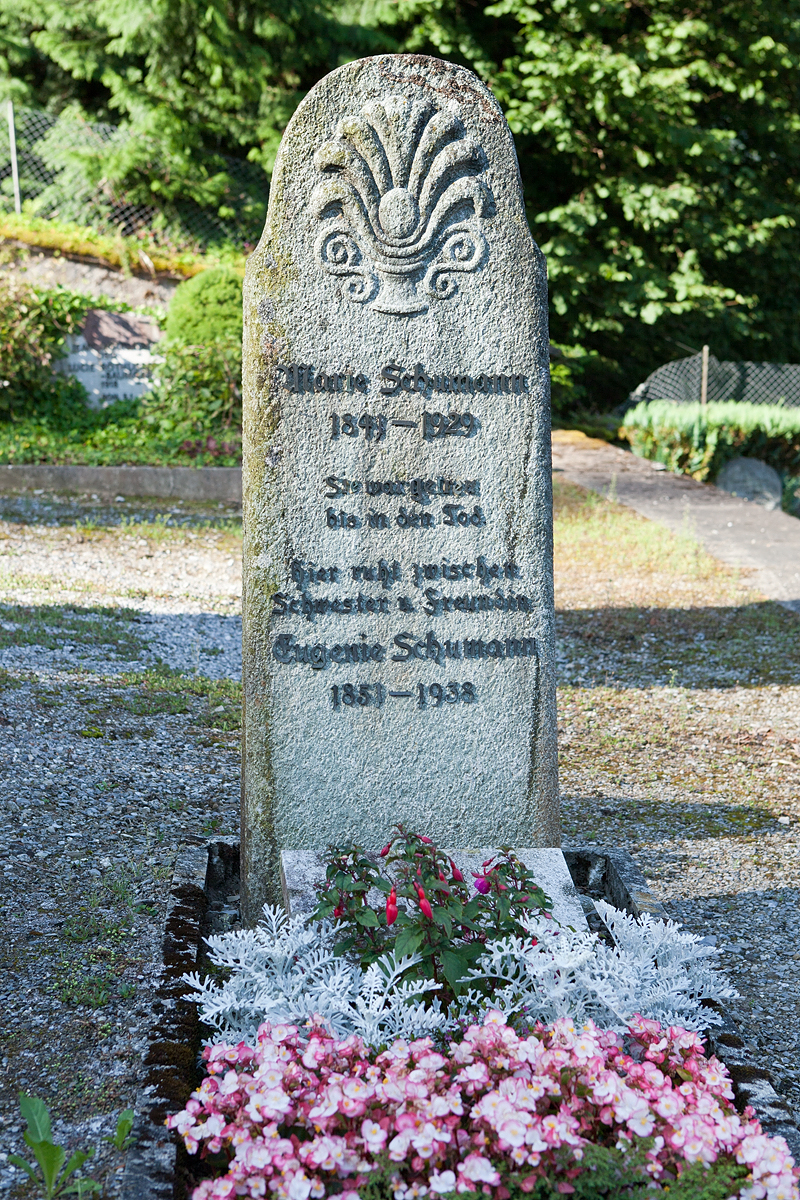
Grab zweier Töchter von Robert Schumann
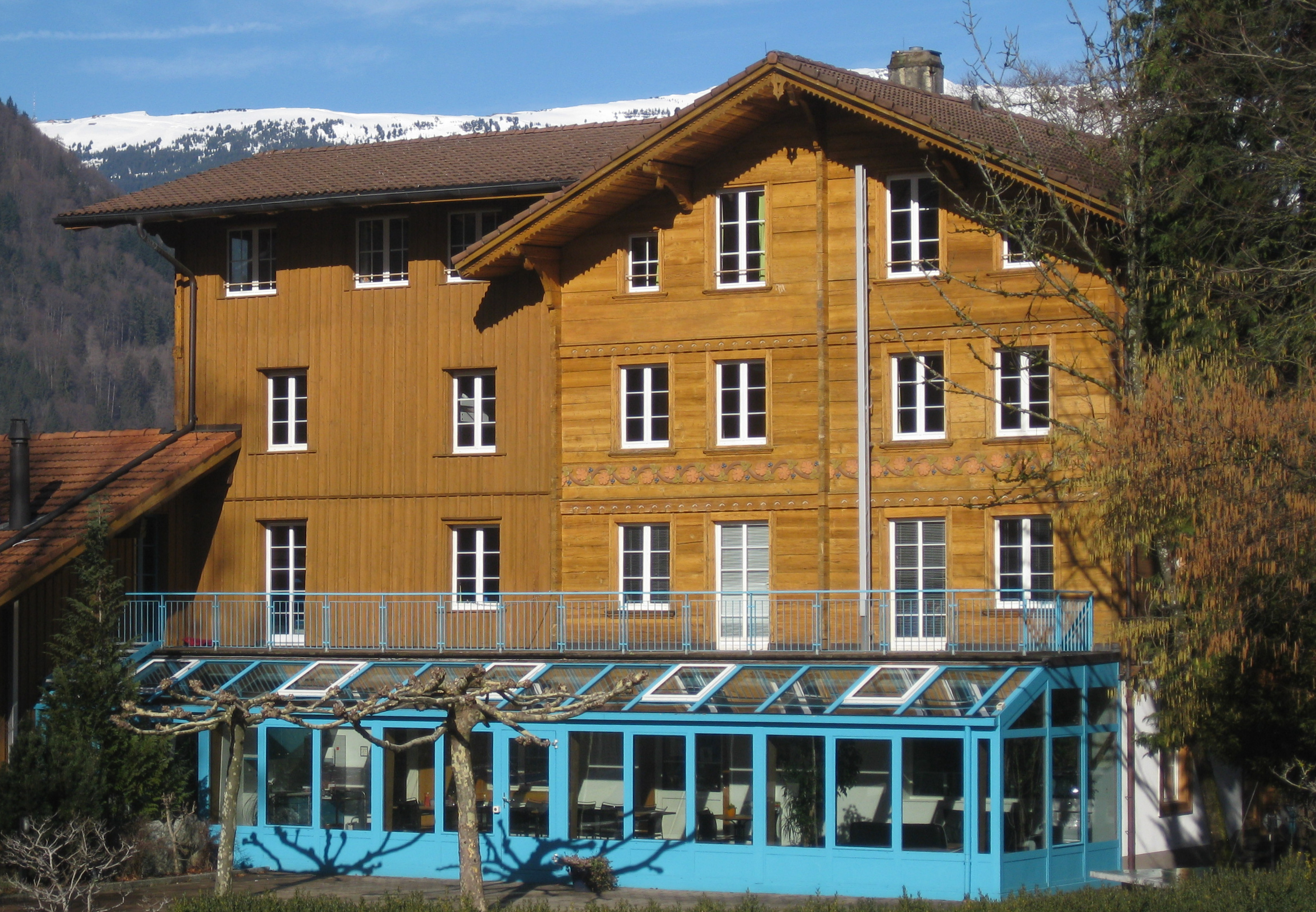
Christliches Internat Gsteigwiler